# Oliarus bomansi
Oliarus bomansi är en insektsart som beskrevs av Synave 1979. Oliarus bomansi ingår i släktet Oliarus och familjen kilstritar. Inga underarter finns listade i Catalogue of Life.